# Cropani
Cropani es una comuna de la provincia de Catanzaro, en la región de Calabria (Italia). Tiene una población estimada, a fines de enero de 2022, de 4611 habitantes.

## Evolución demográfica
| Gráfica de evolución demográfica de Cropani entre 1861 y 2022 |
|                                                               |
| Fuente ISTAT - elaboración gráfica de Wikipedia               |